# HD 165516
HD 165516 är en ensam stjärna belägen i den mellersta delen av stjärnbilden Skytten. Den har en skenbar magnitud av ca 6,33 och kräver åtminstone en handkikare för att kunna observeras. Baserat på parallaxmätning inom Hipparcosuppdraget på ca 1,4 mas, beräknas den befinna sig på ett avstånd på ca 2 300 ljusår (ca 700 parsek) från solen. Den rör sig närmare solen med en heliocentrisk radialhastighet på ca -8,5 km/s. Den är en del av stjärnföreningen Sagittarius OB1 ligger nära Trifidnebulosan och Lagunnebulosan.

## Egenskaper
HD 165516 är en blå  till vit superjättestjärna av spektralklass B/2 Ib. Den har en massa som är ca 10 solmassor, en radie som är ca 26 solradier och en effektiv temperatur av ca 25 000 K.